# Pero Páez
Pero Páez vagy portugál nevén Pêro Pais (eredetileg Pedro Páez Xaramillo vagy Pedro Páez Jaramillo; Olmeda de la Cebolla, 1564 – Gongora, Abesszínia, 1622. május 20.) spanyol jezsuita hittérítő, felfedező. Misszionáriusként jutott el Abesszíniába (a mai Etiópia területére), és első európaiként jelentékeny földrajzi megfigyeléseket végzett az országban.

## Élete
A kasztíliai születésű Páez tizennyolc éves korában, 1582-ben lépett be a jezsuiták közé. Két évig novíciusként tevékenykedett, majd három éven keresztül a társaság belmontei iskolájában tanult filozófiát. 1587-ben azzal a kéréssel fordult Claudio Acquaviva rendfőnökhöz, hogy missziós szolgálatra bocsássák. Kérése meghallgatásra talált, és Paéz 1588 márciusában hajózott ki az India nyugati partvidékén elterülő portugál gyarmat, Goa felé (a Spanyol Királyság ekkor már hét éve perszonálunióban állt a Portugál Királysággal). Ugyanazon év szeptemberében kötöttek ki Goában, és Paéz a helyi Szent Pál-iskolában kezdett teológiát hallgatni.
Tanulmányait azonban csakhamar félbe kellett szakítania, mert elöljárói 1589 januárjában őt szemelték ki arra, hogy Antonio Montserrate atyát elkísérje abesszíniai missziójára. Még ugyanabban a hónapban pappá avatták, s február 2-án kihajóztak Goa kikötőjéből. Hajójuk Arábia déli partjainál, a Dzofár vidékénél (ma Omán) megfeneklett, s a hajójukat kifosztó török kalózok rabszolgának adták el őket Arábiában. Előbb a jemeni Szanaába, majd egy török gályára. Végül hét esztendő elteltével a goai kormányzóság kifizette értük a váltságdíjat, s 1596 decemberében Montserrate és Paéz visszatérhettek Portugál Indiába. Páez folytatta teológiai tanulmányait, majd súlyos betegség verte le a lábáról, s nyolc hónapon keresztül élet és halál között lebegett. Miután felgyógyult, 1597 végén a portugál ellenőrzés alatt álló, bombayi Salsete (mai nevén Szasti) szigetére küldték, ahol négy falu keresztényeinek lelki gondozásáért volt felelős. 1601 elején indiai misszióját feladva Diu kikötőjébe ment és várta az alkalmat, hogy végre eljuthasson Abesszíniába.
Végül 1603-ban – örmény kereskedőnek öltözve – szállt partra Masszavában (ma Eritrea), s májusra már csatlakozott a tigréi Akszúm közelében lévő Fremona (helyi nevén Maigoga  vagy May Gwagwa) kisszámú jezsuita közösségéhez. Az Etióp Császárságban ekkor már több mint három évtizede tevékenykedtek portugál misszionáriusok, több-kevesebb sikerrel, s mintegy ezerfős portugál közösség élt az országban. A következő években további térítők csatlakoztak Páezhez, és az abesszíniai portugál közösség tanításán és lelki gondozásán kívül nagy gondot fordítottak az őslakosok megtérítésére is. Páez megtanult amharául és geezül, majd a helyiek nyelvére fordított katekizmusokat és Biblia-magyarázatokat. Ezeket a császári udvar rendelkezésére bocsátotta, illetve kiindulópontul szolgáltak az abesszin elitet befolyás alatt tartó ortodox monofizitákkal folytatott vitákhoz. Paéz hazája együttműködését és támogatását is felajánlotta Za Dengelnek és az őt követő két négusnak, Jákobnak és Szuszeniosznak hatalmi harcaikhoz, amennyiben udvartartásukkal együtt áttérnek a római katolicizmusra. 1607-től, Szuszeniosz trónra lépése után Paéz a császári udvarban élt, az uralkodó különleges tanácsadója lett, s el is kísérte őt útjaira. Próbálkozásait végül 1621-ben kísérte siker, amikor – noha titkon már 1612-ben áttért a római katolikus hitre – Szuszeniosz kinyilvánította, hogy országának államvallása a katolicizmus.
1613-tól Páez egyre többet foglalkozott Abesszínia természetföldrajzával, történelmével és társadalmi viszonyaival. Összegyűjtötte az ország köz- és vallástörténetére vonatkozó kéziratokat és más fellelhető írott forrásokat, beutazta a királyság szakrális helyeit, s számos szóbeli visszaemlékezést is feljegyzett. Ezek alapján írta meg 1614-ben portugálul Abesszínia történetét összefoglaló művét, amely egyszersmind a 17. század eleji Abesszínia néprajzi viszonyairól is kiváló képet ad (História da Etiópia).
1618-ban első európaiként jutott el a Tana-tó vidékére, s helytállóan állapította meg, hogy a tóból eredő folyam azonos a Kék-Nílussal. Itt is halt meg négy évvel később, a Tana-tó északi partján időközben felépült Gongora jezsuita misszióban.
Etiópia nem maradt katolikus ország, Szuszeniosz 1632-ben lemondott, s fia, Fászilidasz visszatért az ortodoxizmushoz. Paéz kéziratban fennmaradt, Etiópia történelméről írott fő művét 1905–1906-ban Rómában adták ki latinul Historia Aethiopiae címen.